# آرماندو توبار
آرماندو توبار (اسپانیایی: Armando Tobar‎; ۷ ژوئن ۱۹۳۸ – ۱۸ نوامبر ۲۰۱۶) بازیکن فوتبال اهل شیلی بود.
از باشگاه‌هایی که در آن بازی کرده‌است می‌توان به باشگاه فوتبال یونیورسیداد کاتولیکا اشاره کرد.
وی همچنین در تیم ملی فوتبال شیلی بازی کرده‌است.